# Metałurh Wołodymyriwka
Metałurh Wołodymyriwka (ukr. Міні-футбольний клуб «Металург» Володимирівка, Mini-Futbolnyj Kłub "Metałurh" Wołodymyriwka) – ukraiński klub futsalu, mający siedzibę w mieście Wołodymyriwka, w obwodzie donieckim. W sezonie 1999/2000 występował w futsalowej Wyższej Lidze Ukrainy.

## Historia
Chronologia nazw:
- 1997: Metałurh Wołodymyriwka (ukr. «Металург» Володимирівка)
- 2000: klub rozwiązano

Klub futsalowy Metałurh Wołodymyriwka został założony w Wołodymyriwce w 1997 roku i reprezentował zakład metalurgiczny. W sezonie 1997/98 zespół startował w profesjonalnych rozgrywkach Drugiej Ligi, wygrywając w grupie wschodniej. W 1998/99 startował w Pierwszej Lidze, zajmując najpierw drugie miejsce w grupie, a potem trzecie w finale, zdobywając awans do najwyższego poziomu rozgrywek futsalowych. W sezonie 1999/2000 debiutował w Wyższej Lidze, zajmując 12.miejsce. Przed rozpoczęciem sezonu 2000/01 klub zrezygnował z dalszych występów i został rozwiązany.

## Sukcesy

### Trofea międzynarodowe
Nie uczestniczył w rozgrywkach europejskich (stan na 31-05-2019).

### Trofea krajowe
| \| \| Zdobyte trofea w rozgrywkach Ukrainy (stan na: 31-05-2019) \| |                                                            |      |           |
| Rozgrywki                                                           | Osiągnięcie                                                | Razy | Sezon(y)  |
| · Mistrzostwo                                                       | I miejsce                                                  | 0    |           |
| · Mistrzostwo                                                       | II miejsce                                                 | 0    |           |
| · Mistrzostwo                                                       | III miejsce                                                | 0    |           |
| · Mistrzostwo                                                       | 12.miejsce                                                 | 1    | 1999/2000 |
| Puchar                                                              | zdobywca                                                   | 0    |           |
| Puchar                                                              | finalista                                                  | 0    |           |
| II liga                                                             | I miejsce                                                  | 0    |           |
| II liga                                                             | II miejsce                                                 | 0    |           |
| II liga                                                             | III miejsce                                                | 1    | 1998/99   |
| Ukraina                                                             | Zdobyte trofea w rozgrywkach Ukrainy (stan na: 31-05-2019) |      |           |

## Struktura klubu

### Stadion
Klub rozgrywał swoje mecze domowe w Hali Sportowej w Wołodymyriwce. Pojemność: 500 miejsc siedzących.

### Sponsorzy
- Zakład metalurgiczny